# Bouges-le-Château
Bouges-le-Château és un municipi francès, situat al departament de l'Indre i a la regió de Centre – Vall del Loira. L'any 2007 tenia 267 habitants.

## Demografia

### Població
El 2007 la població de fet de Bouges-le-Château era de 267 persones. Hi havia 118 famílies, de les quals 50 eren unipersonals (23 homes vivint sols i 27 dones vivint soles), 42 parelles sense fills, 15 parelles amb fills i 11 famílies monoparentals amb fills.
La població ha evolucionat segons el següent gràfic:
Habitants censats

### Habitatges
El 2007 hi havia 172 habitatges, 121 eren l'habitatge principal de la família, 26 eren segones residències i 26 estaven desocupats. 168 eren cases i 4 eren apartaments. Dels 121 habitatges principals, 94 estaven ocupats pels seus propietaris, 21 estaven llogats i ocupats pels llogaters i 6 estaven cedits a títol gratuït; 1 tenia una cambra, 11 en tenien dues, 23 en tenien tres, 34 en tenien quatre i 51 en tenien cinc o més. 82 habitatges disposaven pel capbaix d'una plaça de pàrquing. A 50 habitatges hi havia un automòbil i a 51 n'hi havia dos o més.

### Piràmide de població
La piràmide de població per edats i sexe el 2009 era:
| Homes | Edats   | Dones |
| ----- | ------- | ----- |
| 0     | 95 o +  | 0     |
| 4     | 90 a 94 | 0     |
| 4     | 85 a 89 | 0     |
| 0     | 80 a 84 | 4     |
| 0     | 75 a 79 | 4     |
| 20    | 70 a 74 | 12    |
| 8     | 65 a 69 | 12    |
| 4     | 60 a 64 | 16    |
| 8     | 55 a 59 | 4     |
| 4     | 50 a 54 | 8     |
| 8     | 45 a 49 | 0     |
| 24    | 40 a 44 | 12    |
| 8     | 35 a 39 | 4     |
| 12    | 30 a 34 | 12    |
| 0     | 25 a 29 | 4     |
| 4     | 20 a 24 | 4     |
| 4     | 15 a 19 | 8     |
| 8     | 10 a 14 | 0     |
| 12    | 5 a 9   | 4     |
| 16    | 0 a 4   | 12    |

## Economia
El 2007 la població en edat de treballar era de 163 persones, 122 eren actives i 41 eren inactives. De les 122 persones actives 108 estaven ocupades (56 homes i 52 dones) i 14 estaven aturades (5 homes i 9 dones). De les 41 persones inactives 21 estaven jubilades, 11 estaven estudiant i 9 estaven classificades com a «altres inactius».

### Ingressos
El 2009 a Bouges-le-Château hi havia 131 unitats fiscals que integraven 263 persones, la mediana anual d'ingressos fiscals per persona era de 15.420 €.

### Activitats econòmiques
Dels 9 establiments que hi havia el 2007, 1 era d'una empresa alimentària, 1 d'una empresa de fabricació d'altres productes industrials, 2 d'empreses de construcció, 1 d'una empresa de comerç i reparació d'automòbils, 1 d'una empresa d'hostatgeria i restauració, 1 d'una empresa immobiliària, 1 d'una empresa de serveis i 1 d'una empresa classificada com a «altres activitats de serveis».
Dels 3 establiments de servei als particulars que hi havia el 2009, 1 era un paleta, 1 fusteria i 1 restaurant.
L'únic establiment comercial que hi havia el 2009 era una fleca.
L'any 2000 a Bouges-le-Château hi havia 22 explotacions agrícoles que ocupaven un total de 2.198 hectàrees.

## Equipaments sanitaris i escolars
El 2009 hi havia una escola elemental integrada dins d'un grup escolar amb les comunes properes formant una escola dispersa.

## Poblacions més properes
El següent diagrama mostra les poblacions més properes.